# Onthophagus leucostigma
Onthophagus leucostigma là một loài bọ cánh cứng trong họ Bọ hung (Scarabaeidae).